# Zuster Emmanuelle
Zuster Emmanuelle, geboren als Marie-Madeleine Cinquin (Brussel, 16 november 1908 - Callian (Var), 20 oktober 2008), was een Belgisch-Franse zuster. Ze nam haar kloosternaam aan toen ze toetrad tot de Congregatie van Onze-Lieve-Vrouw van Sion in Jeruzalem, waar ze docente letterkunde en filosofie was.
Op het moment van haar pensioen als leerkracht in 1971 (ze was toen 62 jaar), besloot ze zich te ontfermen over de armen en zich in Caïro te vestigen bij de voddenraapsters van de sloppenwijk van Azbet-el-Nakhl. Ze bouwde er scholen, huizen, ziekenhuizen en medische centra met steun van giften die uit de hele wereld kwamen. Ze verbleef daar meer dan twintig jaar lang. 
Op 74-jarige leeftijd breidde ze haar acties uit naar Soedan, Libanon en de Filipijnen en stichtte de vereniging van de vrienden van Zuster Emmanuelle. Vandaag houdt de vereniging zich bezig met 60.000 kinderen uit minderbedeelde milieus in de wereld.
In 1993 keerde ze naar Frankrijk terug. Ze hield zich er, bij de Vereniging van de vrienden van Paola, bezig met mensen zonder vaste verblijfplaats, voor het merendeel Algerijnen in een centrum dicht bij Fréjus in het departement Var. Ze trok zich onder meer het lot aan van sans-papiers (ongedocumenteerden) en daklozen. Vaak werd ze vergeleken met de Franse populaire priester Abbé Pierre. Geregeld kwam ze ook op televisie, waarbij ze geld probeerde in te zamelen voor haar goede doelen. Ze publiceerde ook een aantal boeken.
In 2005 ontving Zuster Emmanuelle de titel van Grootofficier in de Kroonorde. Datzelfde jaar eindigde ze ook op de 5de plaats in de Franstalige verkiezing van De Grootste Belg: Le Plus Grand Belge. In de Vlaamse versie van deze verkiezing eindigde ze buiten de officiële nominatielijst, op nummer 348. 
Ze overleed op ruim 99-jarige leeftijd in haar slaap in een rusthuis in de Provence. Ze zou niet ziek geweest zijn, alleen maar 'moe'. In 1980, als tachtiger, stond ze nog aan de wieg van de organisatie die duizenden kinderen helpt in landen als Egypte, Soedan en India. 'Ze zal begraven worden in de grootste intimiteit, zoals ze zelf wou'. Op 22 oktober 2008 werd ze in intieme kring begraven op het kerkhof van Callian. Dezelfde dag had in de Notre-Dame van Parijs een herdenkingsmis plaats in aanwezigheid van president Nicolas Sarkozy en zijn voorganger Jacques Chirac.

## Strijd tegen armoede en uitsluiting
Zuster Emmanuelle stond bekend om haar strijd tegen armoede en uitsluiting. Dat deed ze ook buiten de Franse landsgrenzen. In Egypte, Turkije en Tunesië ging ze Letteren en Filosofie doceren en op latere leeftijd besliste ze om samen te gaan wonen met de minderbedeelden in de sloppenwijken in Caïro. 
De giften die ze van over de hele wereld ontving investeerde ze in de bouw van scholen en gebouwen. Zelfde initiatieven zette ze later op poten in Libanon, Soedan en de Filipijnen.
'Haar betrokkenheid overschreed de grenzen, zoals bij moeder Teresa', zei pater Federico Lombardi, woordvoerder van het Vaticaan. 'Haar getuigenis toonde aan hoe de christelijke liefdadigheid erin slaagt om verschillen te overbruggen tussen nationaliteit, ras en religie'.

## Werken van Zuster Emmanuelle
| Titel                                  | Jaar van uitgave |
| -------------------------------------- | ---------------- |
| Chiffonnière avec les chiffonniers     | 1989             |
| Une vie avec les pauvres               | 1991             |
| Yalla, en avant les jeunes             | 1999             |
| Un pauvre a crié, le Seigneur l'écoute | 2000             |
| Les Mots du Rosaire                    | 2001             |
| Une année avec Sœur Emmanuelle         | 2008             |
| 365 Méditations de Sœur Emmanuelle     | 2008             |
| Je Te Salue Marie                      | 2008             |
| Les Confessions d'une religieuse       | 2008             |